# 本多忠次 (挙母藩主)
本多 忠次（ほんだ ただつぐ）は、江戸時代中期の大名。三河国挙母藩2代藩主。官位は従五位下・山城守。

## 生涯
延宝7年（1679年）10月21日、長門国長府藩3代藩主・毛利綱元の次男として江戸にて誕生した。初名は毛利匡英（もうり まさひで）。
元禄5年（1692年）7月26日に挙母藩初代藩主・本多忠利の婿養子となって本多忠次を名乗る。毛利綱元の母・清殊院は忠利の姉妹であり、忠次は忠利の大甥にもあたった。元禄13年（1700年）の忠利の死去により家督を継いだ。
元禄14年（1701年）以来、領内で風水害が相次いで被害が大きく、そのために年貢収入は減少して藩財政が逼迫する。このため、有能な人材登用や養蚕業、綿などの産業振興に尽力して藩政改革を行なった。正徳元年（1711年）11月20日、挙母で死去した。享年33。跡を長男・忠央が継いだ。
死因は病死といわれているが、尾張藩の記録では「10月に藩内で抗争が起こり、それによって忠次は近臣を誅殺したが、自らも近臣によって殺され、正室も自害した」とされている。このような事情で改易を恐れた家臣団が、忠次の死因を偽り、時期をずらしたというものである。

## 系譜
- 父：毛利綱元（1651年 - 1709年）
- 母：祥雲院 - 池田光政の娘
- 養父：本多忠利（1635年 - 1700年）
- 正室：本多忠利の娘
  - 長男：本多忠央（1708年 - 1802年?）
- 生母不明の子女
  - 次男：本多忠雄
  - 女子：井上正之正室